# Église Saint-Éloy de Saint-Éloy-la-Glacière
L'église Saint-Éloy est une église située à Saint-Éloy-la-Glacière dans le département français du Puy-de-Dôme, en région Auvergne-Rhône-Alpes.

## Historique
Mentionnée en 961 lors de sa cession à l’abbaye de Sauxillanges, l’église actuelle résulte de plusieurs phases : nef du XIIIe siècle, chœur et porte sud du XVe siècle, ajouts modernes (chapelles, porche), clocher et sacristie du XIXe siècle. Elle conserve des cloches antérieures à la Révolution.

### Protection
L'église est inscrite au titre des monuments historiques par arrêté du 7 février 1994.

## Description
Église rurale typique du gothique du Livradois, influencée par La Chaise-Dieu. Nef en berceau brisé, chapelles en transept voûtées d’arêtes. Portail sud orné de pentures forgées à têtes humaines, avec traces de peinture.
Le groupe sculpté en tilleul polychrome représentant l'Éducation de la Vierge est inscrit au titre d'objet aux monuments historiques.